# Shining the Holy Ark
Shining the Holy Ark (яп. シャイニング・ザ・ホーリィアーク Сяинингу дза хори:аку) — ролевая игра с видом от первого лица, созданная для приставки Sega Saturn. Игра является частью игровой серии Shining.

## Сюжет
Трое наёмников — Артур, Мелоди и Форте — были наняты королём земли Энрих, чтобы выследить и схватить предателя по имени Роди. Группа настигает Роди в шахтах, но после короткого поединка неизвестная сила обрушает потолок. Все четверо героев оказываются погребёнными под камнями, но вскоре под влиянием целительной силы загадочных духов приходят в себя. Артур, Мелоди и Роди не пострадали, а тело Форте было захвачено злым духом. Герои объединяют усилия и начинают сражение, чтобы предотвратить возрождение легендарного 1000-летнего королевства, способного погрузить мир во тьму.

## Связь с другими играми серии Shining
События Shining the Holy Ark происходят за 10 лет до начала Shining Force III. Находясь в городе Энрих, Артур и его товарищи встречают мальчика по имени Джулиан. Он говорит им, что его отец отправился исследовать заброшенное поместье в лесах, но так и не вернулся. И с тех пор за Джулианом присматривает друг его семьи. Позднее выясняется, что отец Джулиана был убит Галмом, одним из варваров, которые правили миром во времена 1000-летнего королевства. Узнав о смерти отца, Джулиан пожелал отомстить Галму и впоследствии был вовлечён в события, разворачивающиеся в игре Shining Force III.

## Геймплей
Геймплей игры во многом схож с Shining in the Darkness; игрок исследует города и подземелья с видом от первого лица, принимает участие в боях, происходящих преимущественно в подземельях. Бои в игре пошаговые, в них игрок также действует от первого лица, но при этом он видит союзников, когда они выполняют свои действия. Ключевым нововведением является система пикси — игрок может приручить их и применять их атаки в боях.

## Персонажи

### Играбельные персонажи
- Артур — наёмный мечник, молчаливый протагонист и повелитель духа. С приобретением опыта может использовать поддерживающую и атакующую магии. Игрок видит через его глаза.
- Мелоди — наёмная целительница, повелительница духа. Использует могущественные целительные и атакующие заклинания.
- Роди — ниндзя из Далёкой восточной деревни, повелитель духа.
- Форте — наёмный волшебник. Некоторое время был одержим злым духом.
- Лиза — наёмный солдат, владеющая искусством меча и поддерживающей магией. Паладин.
- Бассо — дракон, компаньон Лизы.
- Аканэ — куноити, сестра Роди.
- Дойл — ниндзя-оборотень. Несколько раз появляется в игре как NPC, и позднее становится секретным персонажем.

### Неиграбельные персонажи
- Риликс — варвар, занимающая должность советника короля и придворной волшебницы. Одна из главных антагонистов игры, ищущая способ возродить 1000-летнее королевство.
- Сабато — мудрец, служащий советником короля и канцлером. Впоследствии его вытеснила Риликс. Именно он ответственен за призыв Галма в королевство смертных. Даже будучи лишённым политического влияния, он пытается манипулировать ходом событий, чтобы добро восторжествовало над злом.
- Владыка Далёкой восточной деревни — старейшина, возглавляющий Далёкую восточную деревню. Отец Роди и Аканэ, приёмный отец Панзера. Он помогает героям советом в борьбе против Риликс.
- Галм — наиболее могущественный варвар, по неизвестным причинам не желающий восстановления 1000-летнего королевства, что противоречит планам его собратьев.
- Элайза — сестра Риликс. Как и Галм, она не заинтересована в восстановлении 1000-летнего королевства.
- Панзер — молодой варвар из Далёкой восточной деревни, один из главных злодеев игры.

## Разработка
Игра Shining the Holy Ark была нацелена преимущественно на взрослую аудиторию. В интервью 2009 года продюсер Хироюки Такахаси сообщил:

До игры Shining Wisdom нашей основной задачей было придумать историю, которая заинтересует широкий круг пользователей. Начиная с Holy Ark игровая концепция и сюжет были переработаны под игроков Sega Saturn. Японские владельцы приставки Saturn были преимущественно людьми в возрасте около 20 лет. Таким образом детская аудитория больше не являлась для нас доминирующей … основной задачей стало создание «фэнтези, которое понравится взрослым». Этот новый подход позволил нам создать тёмный, глубокий мир, который подойдёт любой возрастной категории. Мы начали создавать сюжет, который будет соответствовать такому миру.

Саундтрек к игре был создан Мотои Сакурабой, который позднее написал музыку и к Shining Force III.